# 雷孔基斯塔

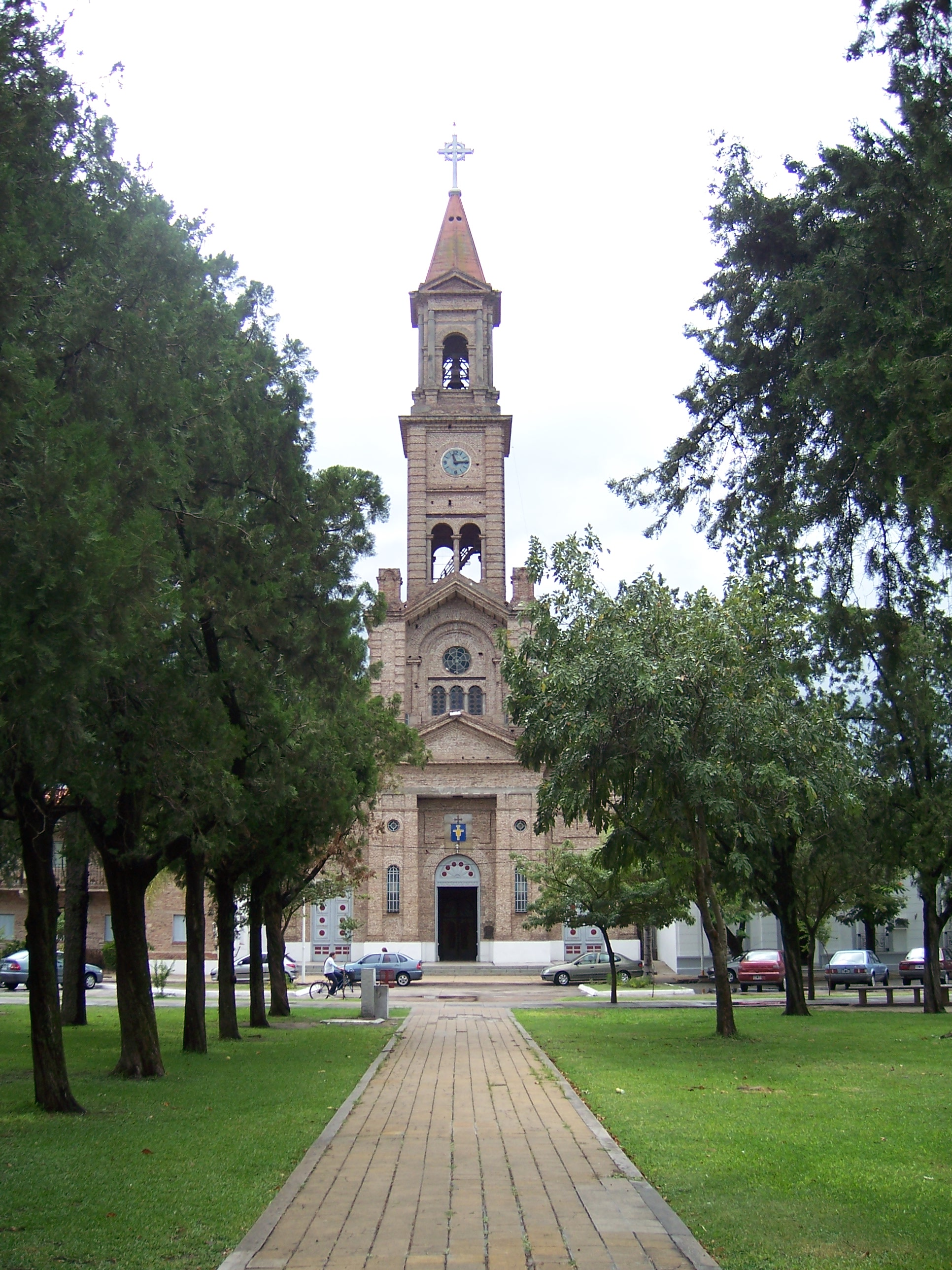
雷孔基斯塔

雷孔基斯塔是阿根廷的城市，位於該國東北部，距離首府聖菲327公里，由聖大非省負責管轄，海拔高度46米，每年平均降雨量1,408毫米，2001年人口66,143。

## 外部連結
- Municipalidad de Reconquista （页面存档备份，存于） (official website)
- Reconquista, Santa Fe, Argentina. City information, Photos, Tourism... www.portalreconquista.com.ar